# Cap Trinité
Le cap Trinité est une paroi rocheuse en trois plateaux de la baie Éternité surplombant le Saguenay. Cette élévation naturelle est située dans le parc national du Fjord-du-Saguenay au Québec, Canada.
On y trouve la statue de Notre-Dame-du-Saguenay.

## Toponymie
La Commission de toponymie du Québec écrit à son propos : « L'origine du nom serait liée à sa forme particulière que décrit ainsi Arthur Buies : « On a donné au cap Trinité son nom parce qu'il est en réalité formé de trois caps égaux de taille et d'élévation, dont le premier comprend également trois caps disposés en échelon et formant comme trois étages superposés ». »

## Histoire

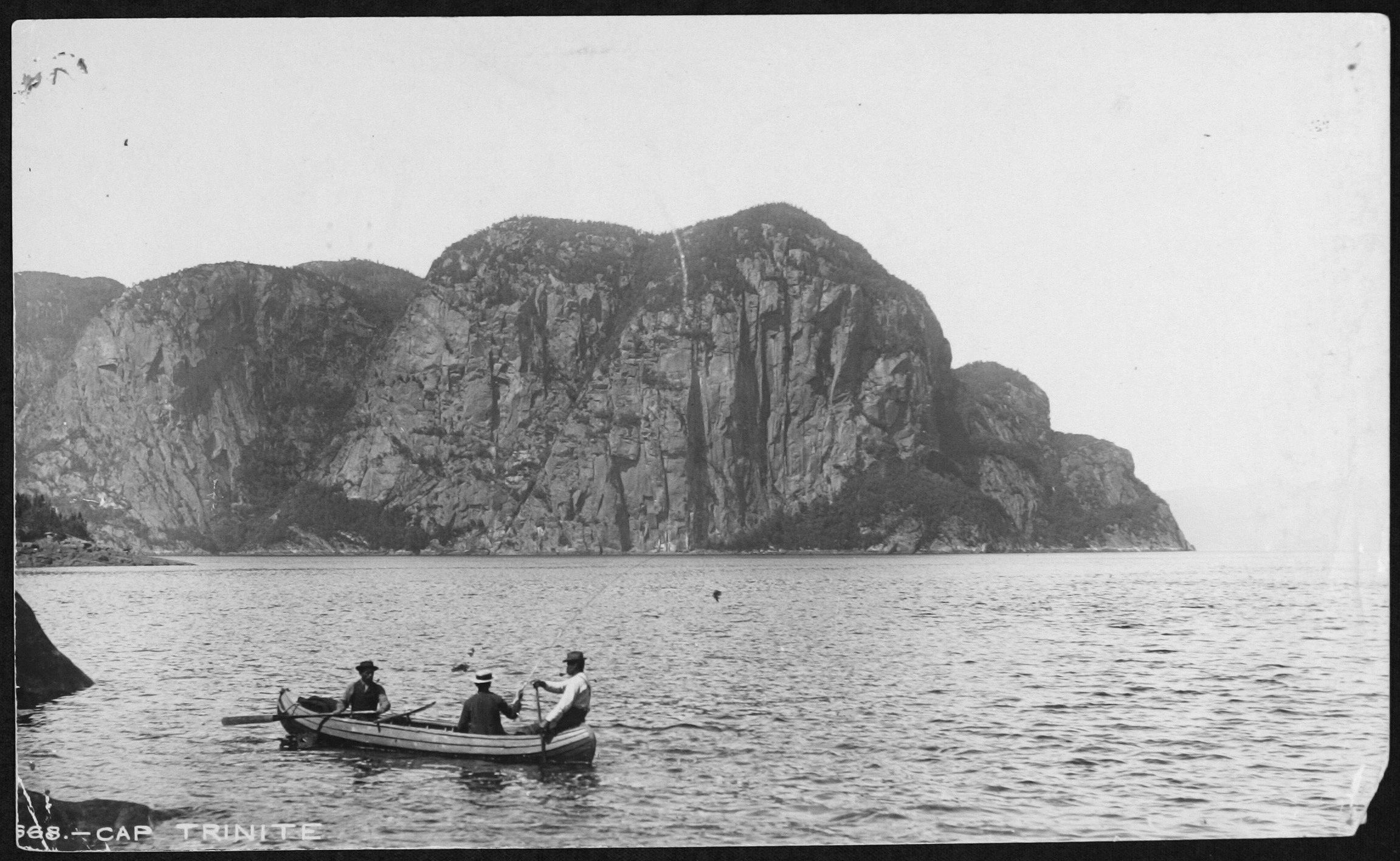
Vers 1900.

## Tourisme
Le cap Trinité constitue le pôle d'attraction principal du parc national du Fjord-du-Saguenay.

## Dans la culture

### Légende
Selon une légende montagnaise, le cap Trinité serait le résultat du combat entre Mayo, le premier Montagnais, et d'un mauvais manitou. Alors que celui-ci pagayait sur le Saguenay, une créature surgit de la rivière pour l'attaquer. Mayo, ne répondant que par son courage, prit la créature par la queue et la fracassa sur la montagne. C'est au troisième coup que la bête fut broyée, ce qui explique les trois paliers du cap. Où le manitou frappa la roche, plus aucune végétation ne poussa.

### Poésie
Louis-Honoré Fréchette écrit, en 1873, un poème ayant pour titre Le cap Trinité.
C'est un bloc écrasant dont la crête surplombe

Au-dessus des flots noirs, et dont le front puissant

Domine le brouillard, et défie en passant

L'aile de la tempête et le choc de la trombe.

Énorme pan de roc, colosse menaçant

Dont le flanc narguerait le boulet et la bombe,

Qui monte d'un seul jet dans la nue, et retombe

Dans le gouffre insondable où sa base descend.

Quel caprice a dressé cette sombre muraille ?

Caprice ! qui le sait ? Hardi celui qui raille

Ces aveugles efforts de la fécondité !

Cette masse nourrit mille plantes vivaces ;

L'hirondelle des monts niche dans ses crevasses ;

Et le monstre farouche a sa paternité.
Charles Gill a également été inspiré par les caps du Saguenay. Le chant VIIIe du recueil Le Cap Éternité suivi des Étoiles filantes, intitulé Le Cap Trinité, commence ainsi :
Ce rocher qui de Dieu montre la majesté, 

Qui dresse sur le ciel ses trois gradins énormes, 

Et verticalement divise en trois ses formes, 

Il mérite trois fois son nom de Trinité.

Son flanc vertigineux, creusé de cicatrices 

Et plein d’âpres reliefs qu’effleure le soleil, 

Aux grimoires sacrés de l’Égypte est pareil, 

Quand l’ombre et la lumière y mêlent leurs caprices.

Les bruns, les gris, les ors, les tendres violets, 

À ces signes précis joignent des traits plus vagues, 

Et le céleste azur y flotte au gré des vagues, 

Qui dans les plis profonds dardent leurs gais reflets.

Est-ce quelque Titan, est-ce plutôt la foudre, 

Qui voulut imprimer ici le mot « toujours » ? 

Quels sens recèlent donc ces étranges contours ? 

Pour la postérité quel problème à résoudre !

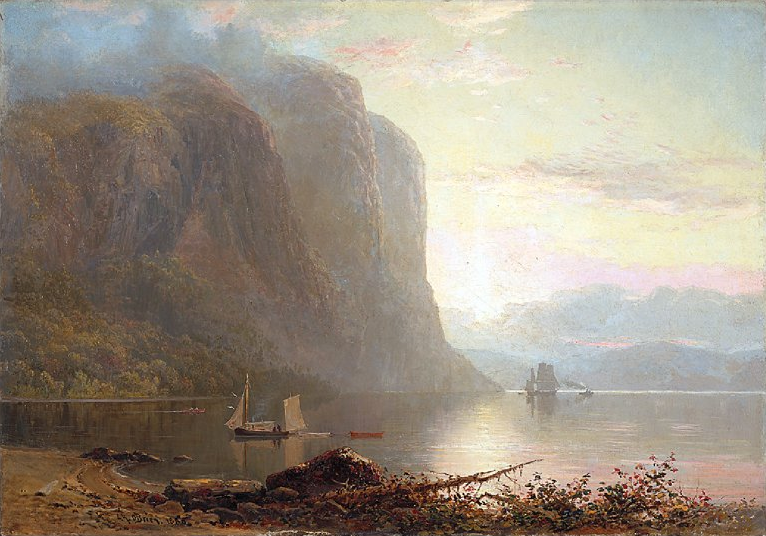
Lucius O'Brien, Lever du soleil sur le Saguenay, 1880.
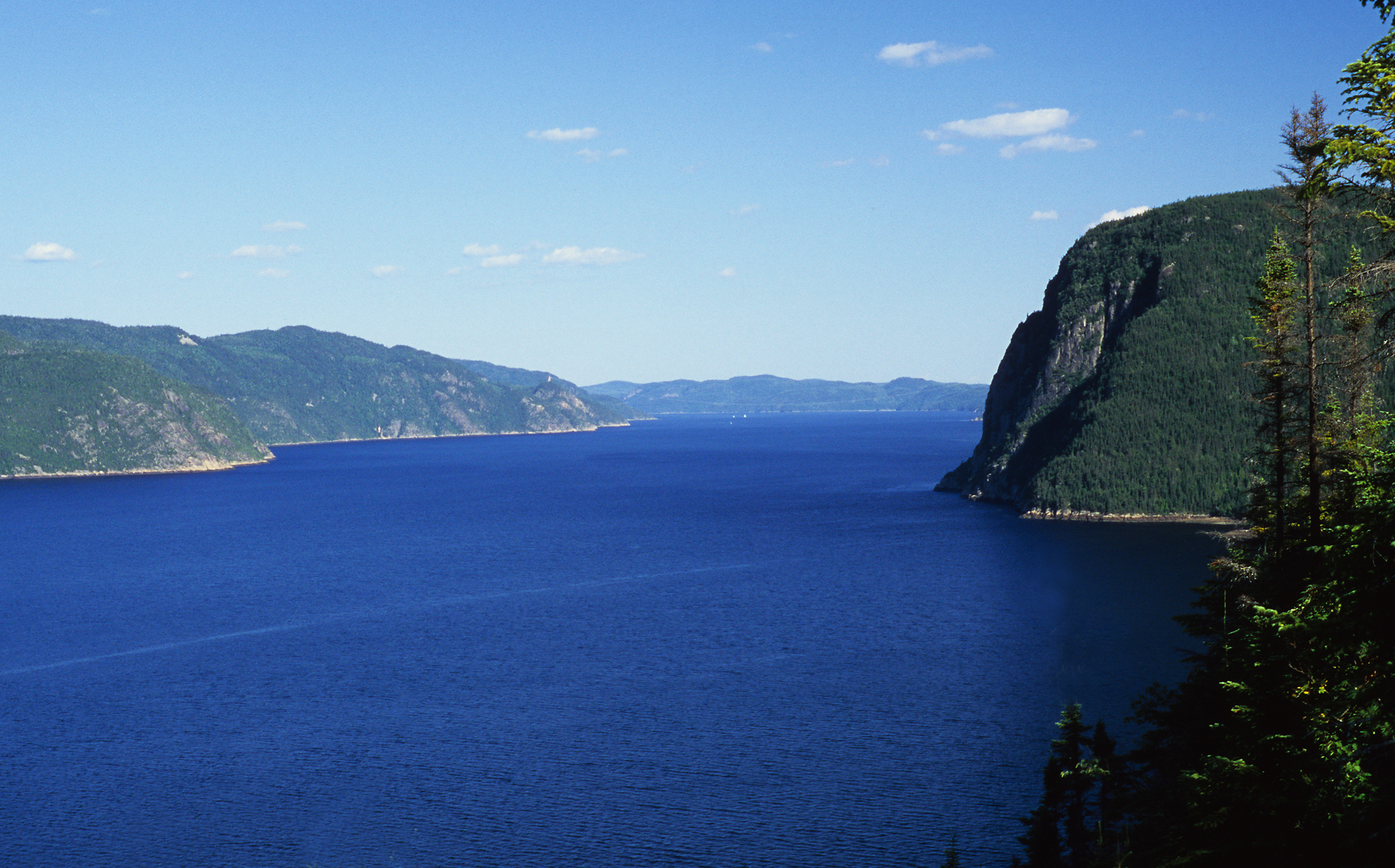
Le Saguenay et le cap Éternité vus depuis le premier niveau du cap Trinité près de la statue.
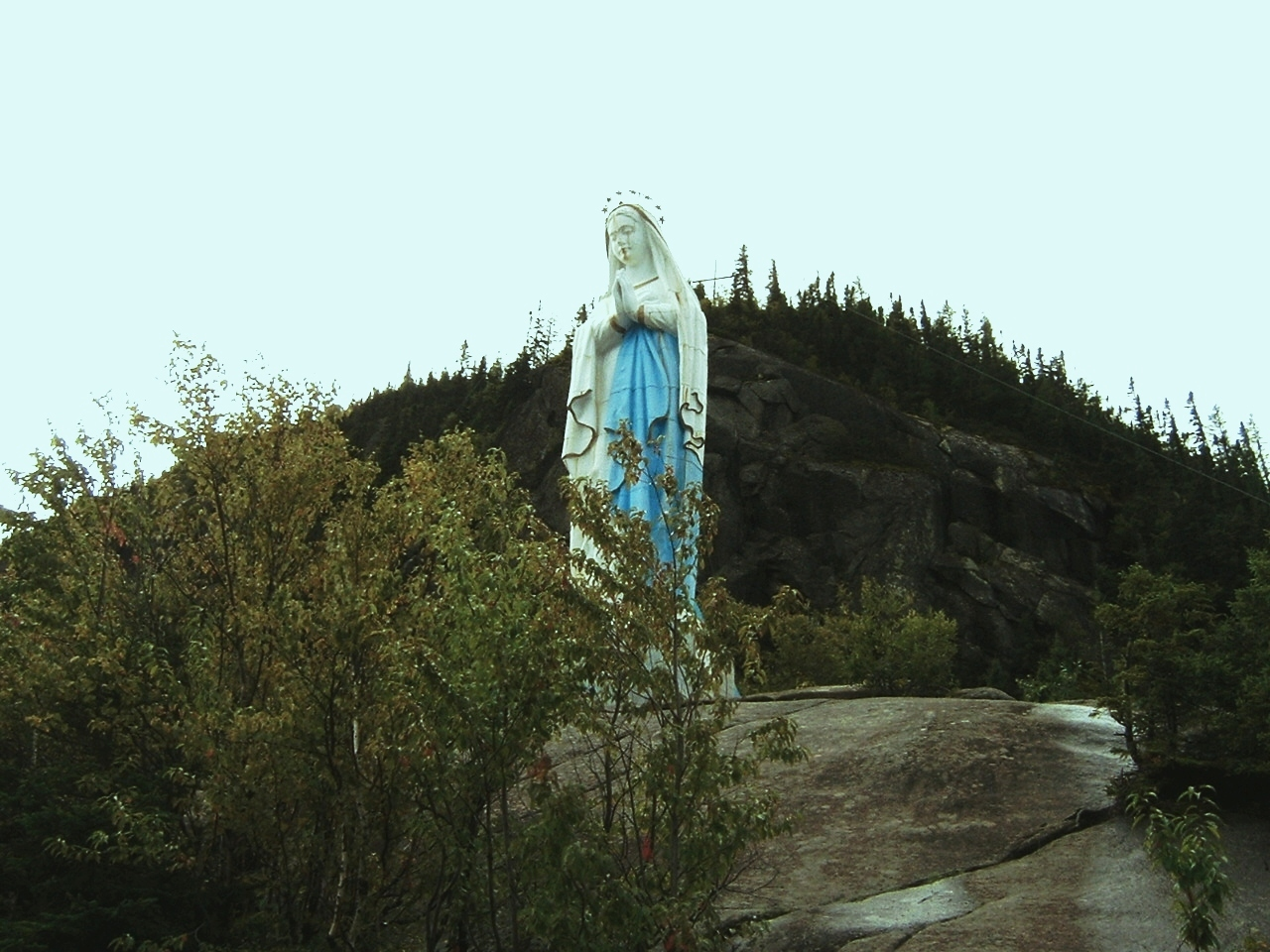
La statue de Notre-Dame-du-Saguenay.
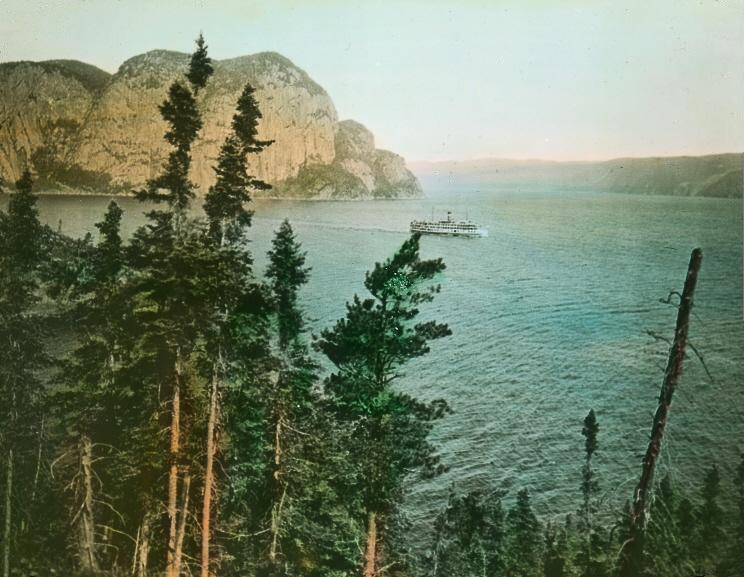
Cap Trinité, vers 1933.
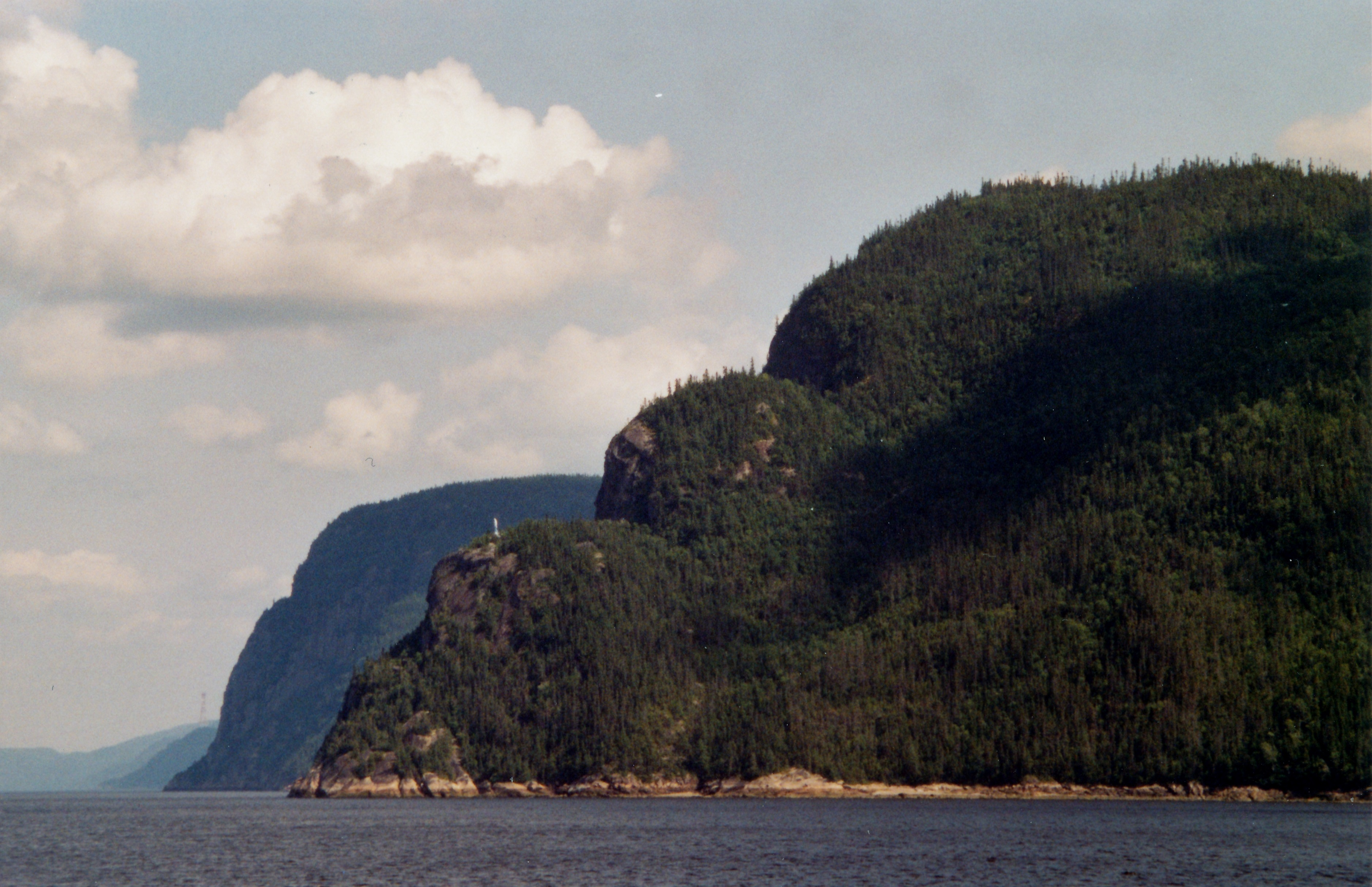
Le cap Éternité en arrière-plan, et les trois niveaux du cap Trinité au premier plan.